# Nuclídeo

Exemplo de uma “Tabela de Nuclídeos” (em alemão), segundo Segrè. A tabela contém informações sobre o tipo de decaimento radioactivo dos núcleos. Os nuclídeos estáveis aparecem em cor preta) e os instáveis em colorido. A reta em diagonal representa as posições nas quais os nuclídeos possuem um número igual de protões e neutrões.

Nuclídeo (do latim: nucleus, "núcleo") é uma espécie atómica caracterizada pelo número de protões, neutrões e estado energético do núcleo (quando observável). As partículas que compõem o núcleo são chamadas por suas vez de nucleões.
Os termos “isótopo” e “nuclídeo” se assemelham em alguns aspectos, pois os átomos de um nuclídeo pertencem ao mesmo isótopo de um elemento químico. A única diferença é que um isótopo confere a pertinência a um elemento químico enquanto o nuclídeo descreve a natureza ou composição física do núcleo.

## Estabilidade
A existência do nuclídeo em um determinado estado de energia requer que este tenha uma meia-vida longa o suficiente para que este seja observado.
Observa-se que núcleos atómicos com mais de 20 protões somente serão estáveis se possuirem um excedente em neutrões (excesso de nêutrons).[carece de fontes?] Tal fato tembém é visível na tabela ao lado.

## Notação
Um nuclídeo pode ser representado da seguinte forma:
{\displaystyle {}_{Z}^{A}\mathrm {X} ^{y}}.
Nesta notação {\displaystyle \mathrm {X} } é o símbolo do elemento, {\displaystyle A} o número de massa (número total de protões e neutrões) e {\displaystyle Z} é a carga do núcleo (número de protões). A indicação do parâmetro {\displaystyle y} pode ser usada para indicar a carga do íon (“n±”) ou o estado do núcleo (“*” para excitado e “m” para meta-estável).
Abaixo, à esquerda pode-se acrescentar o índice estequiométrico (proporção), ou quantidade de átomos presentes numa dada ligação ou molécula.
Exemplos
{\displaystyle {}_{27}^{60}\mathrm {Co} } (notação simplificada: 60Co  ou  Co-60)
{\displaystyle {}_{47}^{110}\mathrm {Ag} _{}^{\mathrm {m} }} (notação simplificada: 110Agm  ou  110mAg  ou  Ag-110m)

## Tipos
Nuclídeos que compartilham o mesmo número de protões são chamados de isótopos — até a internacionalização oficial do termo (por volta dos anos 50), o termo isótopo foi usado erroneamente para descrever nuclídeos.
Nuclídeos que compartilham o mesmo número de massa são chamados de isóbaros (iso- do gr. ísos “igualdade” e bar gr. báros “peso”, “pressão”; “mesma massa”) e nuclídeos que compartilham o mesmo número de neutões são chamados de isótonos.
Isômeros são nuclídeos que possuem núcleos com a mesma carga e o mesmo número de massa em estados internos diferentes. Nuclídeos instáveis são radioactivos e chamados de radionuclídeos.
| Designação       | Característica                        | Exemplos                                                                                      | Observações                                 |
| ---------------- | ------------------------------------- | --------------------------------------------------------------------------------------------- | ------------------------------------------- |
| Isótopos         | mesmo número de protões               | {\displaystyle {}_{\ 6}^{12}\mathrm {C} ,{}_{\ 6}^{13}\mathrm {C} }                           |                                             |
| Isótonos         | mesmo número de neutrões              | {\displaystyle {}_{\ 6}^{13}\mathrm {C} ,{}_{\ 7}^{14}\mathrm {N} }                           |                                             |
| Isóbaros         | mesmo número de massa                 | {\displaystyle {}_{\ 7}^{17}\mathrm {N} ,{}_{\ 8}^{17}\mathrm {O} ,{}_{\ 9}^{17}\mathrm {F} } | veja decaimento beta                        |
| Núcleos espelhos | número de neutrões e protões trocados | {\displaystyle {}_{1}^{3}\mathrm {H} ,{}_{2}^{3}\mathrm {He} }                                | caso específico dos isóbaros                |
| Isodiáferos      | mesmo excesso de nêutrons             | {\displaystyle {}_{\ 6}^{12}\mathrm {C} ,{}_{\ 7}^{14}\mathrm {N} }                           |                                             |
| Isômeros         | diferença no estado interno           | {\displaystyle {}_{43}^{99}\mathrm {Tc} ,{}_{\ \ 43}^{99\mathrm {m} }\mathrm {Tc} }           | somente observável em estados de vida-longa |

Na Natureza são conhecidos 256 nuclídeos estáveis e cerca de 80 radionuclídeos. É possível também produzir milhares de outros nuclídeos radioactivos artificialmente.
| Z → | 0  | 1  | 2   | 3  | 4    |
| A ↓ | n  | H  | He  | Li | Be   |
| 0   |    | ¹H |     |    |      |
| 1   | ¹n | ²H | ³He | 4L | 5Be  |
| 2   | ²n | ³H | 4He | 5L | 6Be  |
| 3   |    | 4H | 5He | 6L | 7Be  |
| 4   | 4n | 5H | 6He | 7L | 8Be  |
| 5   |    | 6H | 7He | 8L | 9Be  |
| 6   |    | 7H | 8He | 9L | 10Be |